# Investrónica
Investrónica S.A. fue la filial de El Corte Inglés, mayorista de informática de consumo y de telefonía. Fue fundada en 1980 y además de productos de terceros comercializa su propia marca de ordenadores, Inves. Su nombre inicial estaba compuesto por las palabras industria, vestido y electrónica, pues su principal actividad inicialmente fue maquinaria de confección. Pero posteriormente se cambió a inversiones en electrónica en inglés:
La empresa estaba ubicada en la Comunidad de Madrid. Con el tiempo cambió varias veces de ubicación, pasando de las naves de Tomás Bretón 62 en vecindad con las de Induyco a una fábrica en la Ronda de Valdecarrizo, nº 7 de Tres Cantos y posteriormente en la calle Granada, 50 de Móstoles. Su centro logístico de almacén y distribución se encontraba en Getafe.

## De importador a fabricante
Algunos de los hitos más importantes de la empresa son:
- 1980 : fundación de Investrónica, con sede en Tomás Bretón 62. Se especializa en CAM: Computer Aided Manufactoring
- 1982 - 1983: Introduce numerosos ordenadores personales en el mercado español, entre los que destaca Sinclair Research con el que llega a un acuerdo de importación exclusiva.
- 1984 : aparece INVES como primera marca nacional de ordenadores.
- 1985: de ser importador exclusivo del ZX Spectrum de la empresa británica Sinclair,[3] se convirtió en la segunda empresa en España en fabricar ordenadores[3] debido a un decreto sobre tarifas arancelarias a las importaciones de microordenadores, según el cual se imponía un arancel de 15.000 pesetas por cada aparato importado desde Asia, y de 5.800 pesetas para los aparatos importados de la CEE; este era el caso del Sinclair importado desde el Reino Unido, por lo que era más rentable fabricar ordenadores en España que importarlos.[3]
En la feria SIMO de 1985, Investrónica presentó oficialmente el ZX Spectrum 128 Kb, totalmente diseñado en España, y que sería el último ordenador de Sinclair antes de ser comprada por Amstrad.[4]
Estrecha colaboración con El Corte Inglés en el desarrollo de sistemas informáticos en varios sectores.
- 1986 : Inves fabrica su primer ordenador "compatible IBM PC", el primero en fabricarse en España, el Inves 512 X, basado en Intel 8088.[5]
- 1990:  Inves lanza el primer ordenador "multimedia" en España.

- 1987: Desarrollo de nuevas tecnologías en todos los campos de la producción.
- 1993: Fusión con Informática El Corte Inglés, con incorporación de un mayor volumen de negocio.
- 1993 - 1995: Introductor de los primeros ordenadores Multimedia en el mercado informático. Recibe premios a sus productos, concedidos por revistas especializadas: PC Actual, BYTE, PC World...
- 1997: Primer Ordenador en España con Procesador Intel Pentium MMX.
- 1998: firma de un acuerdo con IBM para fabricar y distribuir la gama de ordenadores personales IBM Aptiva.[6]
- 1999: Primer equipo español con Intel Pentium III.
- 2000: Primer ordenador con Windows 2000 y portal MSN 2000.
- 2001: Inves Blaster PC, nace una nueva generación de equipos multimedia.
- 2002: Primeros ordenadores Inves con sistema operativo Windows XP.
- 2003: Primer fabricante europeo en adaptar la tecnología intel Centrino.
- 2004: Lanzamiento del SIK 1000, primer punto de información multimedia, diseñado y fabricado íntegramente en España.
- 2005: Primer fabricante europeo en adaptar la tecnología Dual Core en sus servidores.

En 2015 las actividades y la plantilla de Investrónica se integraron en Informática El Corte Inglés.

## Ordenadores
Investrónica pasó de importador y distribuidor autorizado de numerosas marcas a ocupar un puesto importante en el diseño del Sinclair ZX Spectrum 128 y de su clon Inves Spectrum +
A la vez comienza a comercializar compatible IBM PC bajo marca propia, unas veces ensamblados en Asia, otras en sus factorías locales como hacían numerosos ensambladores de clónicos. El tener el gran escaparate de todos los establecimientos de El Corte Inglés marca una gran diferencia con el resto. Una lista incompleta de sus equipos: 
- Sinclair Spectrum 128
- Inves Spectrum PLUS
- Inves PC 256/640X
- Inves PC 640 X Turbo
- Inves PC 640 A Turbo
- Inves PC Sistema 32
- Inves PC 640 XP Portátil
- Inves PC-X10
- Inves PC-X30
- Inves BS-386

- Inves WS 900i
- Inves Portable PC
- Inves Notebook WS 600L/NB
- Inves 500R Multimedia 2
- Inves WS 900
- Inves FS-1000
- Inves Ordesa
- Inves WS-1000
- Inves BS-486
- Inves Covadonga
- Inves VIP-5
- Inves Jucar 201
- Inves Nalon
- Inves Sella
- Inves Sierra 5200
- Inves Sierra MT-4500
- Inves Sierra MT-6400E
- Inves Sierra MT-6600E
- Inves Sierra MT-7200A
- Inves Sierra S-6200A
- Inves TC-1000A
- Inves Zafiro 2700E
- Inves iCenter 2100N
- Inves iCenter 2400
- Inves Duna 6200C
- Inves Duna 9100T
- Inves IPC-945 Q 45

### Netbooks
- Inves Junior
- Inves Junior 10
- Inves Junior 10 Planet 51
- Inves Junior Noobi

## Línea de productos
Investrónica ha comercializado desde lápices ópticos para el Spectrum a TPVs, HTPC, lectores de eBooks, tabletas.... 
- Sistema de patronaje industrial Invesmark : se basa en un sistema de patronaje asistido (las primeras versiones se ejecutaban en Microsoft Windows 3.1) y un sistema de corte automatizado por láser se encarga de trasladar en las mesas de corte el diseño a las telas, cueros, etc, con un gran aprovechamiento del espacio. Pese a los años transcurridos, incluso en 2018 sigue habiendo demanda de patronistas expertos en dicho sistema.[8]

- Validador de billetes de euros para la detección de billetes de banco falsos, y que ha sido desarrollado en colaboración con la Fábrica Nacional de Moneda y Timbre - Real Casa de la Moneda de España.[9]

### Lectores de eBooks
- Inves Book 500
- Inves-Book 600
- Inves Book 601
- Inves Book 601 +
- Inves Book 610 Light
- Inves Wibook 600
- Inves Wibook 600T
- Inves Wibook 650T
- Inves Wibook 651L
- Inves Wibook 660LT
- Inves Wibook 801

## Investrónica Sistemas
Investrónica Sistemas es una subdivisión de Investrónica que nace para responder a las necesidades de modernización de la empresa de confección Induyco (todas ellas comparten por entonces accionariado y dirección con El Corte Inglés, pero actúan como empresas independientes). Uno de sus desarrollos fue el sistema de patronaje industrial Invesmark Futura, que básicamente se compone de un programa de diseño asistido por ordenador orientado a la industria textil, decoración y automóvil, el programa de fabricación asistida por ordenador Invescut y el programa de manufactura integrada por computador Invesmove,  una mesa digital conectada al equipo que permite capturarlos diseños realizados por métodos tradicionales en el programa, una serie de plotters industriales para marcaje textil y corte de materiales como vinilo o cuero y una mesa de corte digital donde es un brazo articulado el que se encarga del corte de los textiles. De esto último sus modelos más difundidos son:
- INVESCUT Diamond
- INVESCUT Topaz
- INVESCUT Quartz
- INVESCUT Sapphire
- INVESCUT Zünd

El éxito del sistema hace que se comercialice a terceros. Así la empresa filial cuenta en 2002 con 58 millones de euros de ingresos, y sus principales mercados residen en España, Italia, Europa del Este y Suramérica, habiendo por entonces abierto sucursales en China, India y el sudeste asiático.
Entre sus clientes de renombre se cuentan Benetton, Dolce & Gabbana, Onyx, Ralph Lauren, PRADA, Delphi, Audi, BMW, Fiat, Ford, General Motors, Toyota, Boeing y Airbus.
Su gran competidora, la francesa Lectra que por entonces es uno de los líderes mundiales de ese mercado, compra a Induyco Investrónica Sistemas por 51,5 millones de Euros (12,25 millones de euros por el 100% de las acciones de Investrónica Sistemas, con 6 millones en efectivo y el resto por un millón de acciones de Lectra, con lo que Induyco entra en su accionariado).